# Araukaria wyniosła
Araukaria wyniosła (Araucaria heterophylla) – gatunek drzewa z rodziny araukariowatych (igławowatych). Pochodzi z Wyspy Norfolk. To drzewo zimozielone, dorastające nawet do 70 metrów wysokości w warunkach naturalnych. Charakteryzuje się okółkowym rozgałęzieniem. Igły są sztywne, ale dość miękkie. Szyszki mają kształt jajowaty. Araukaria wyniosła nazywana jest jodełką pokojową, ponieważ można ją hodować jako roślinę ozdobną w warunkach domowych.

## Galeria

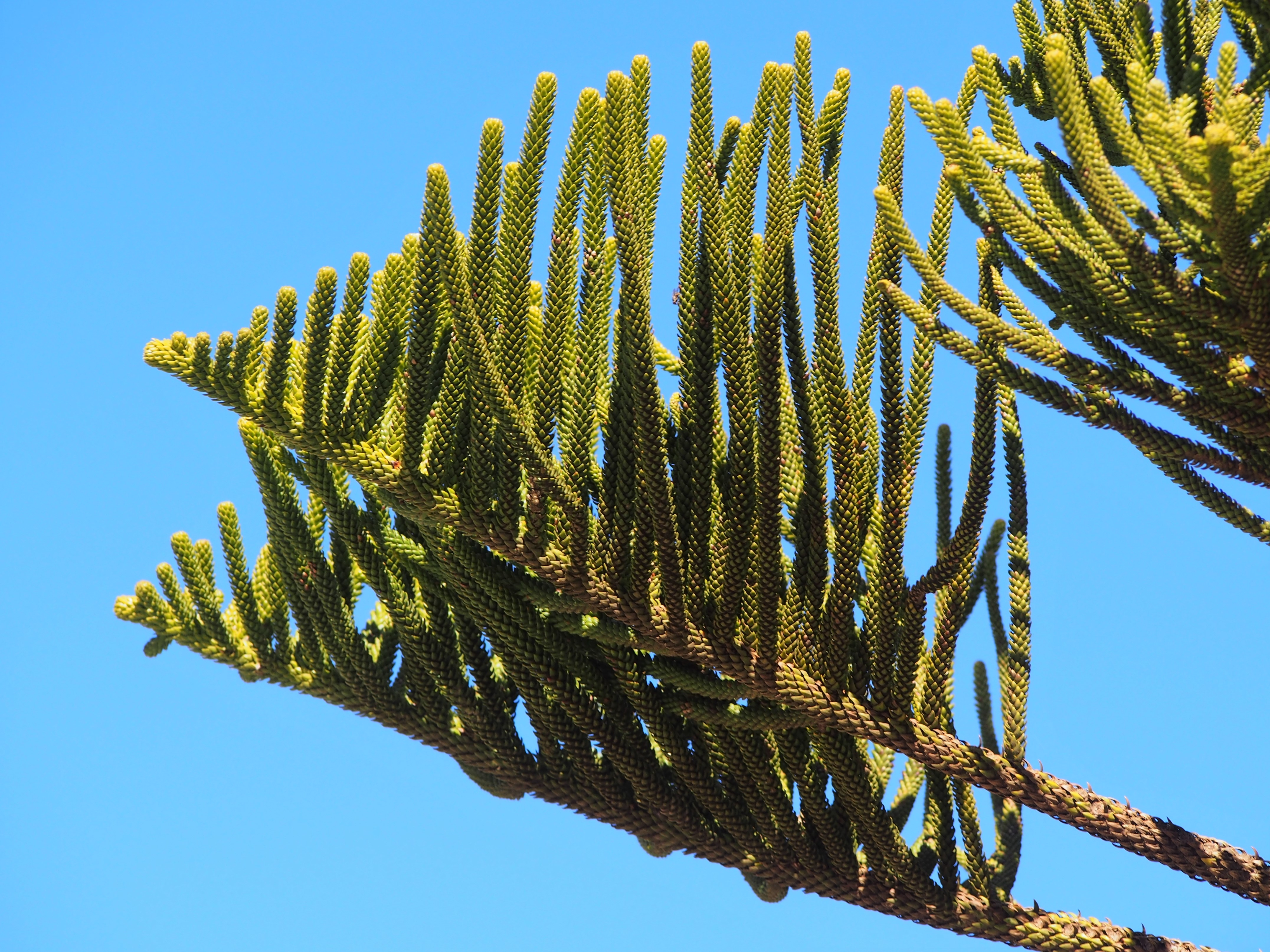
Gałązka
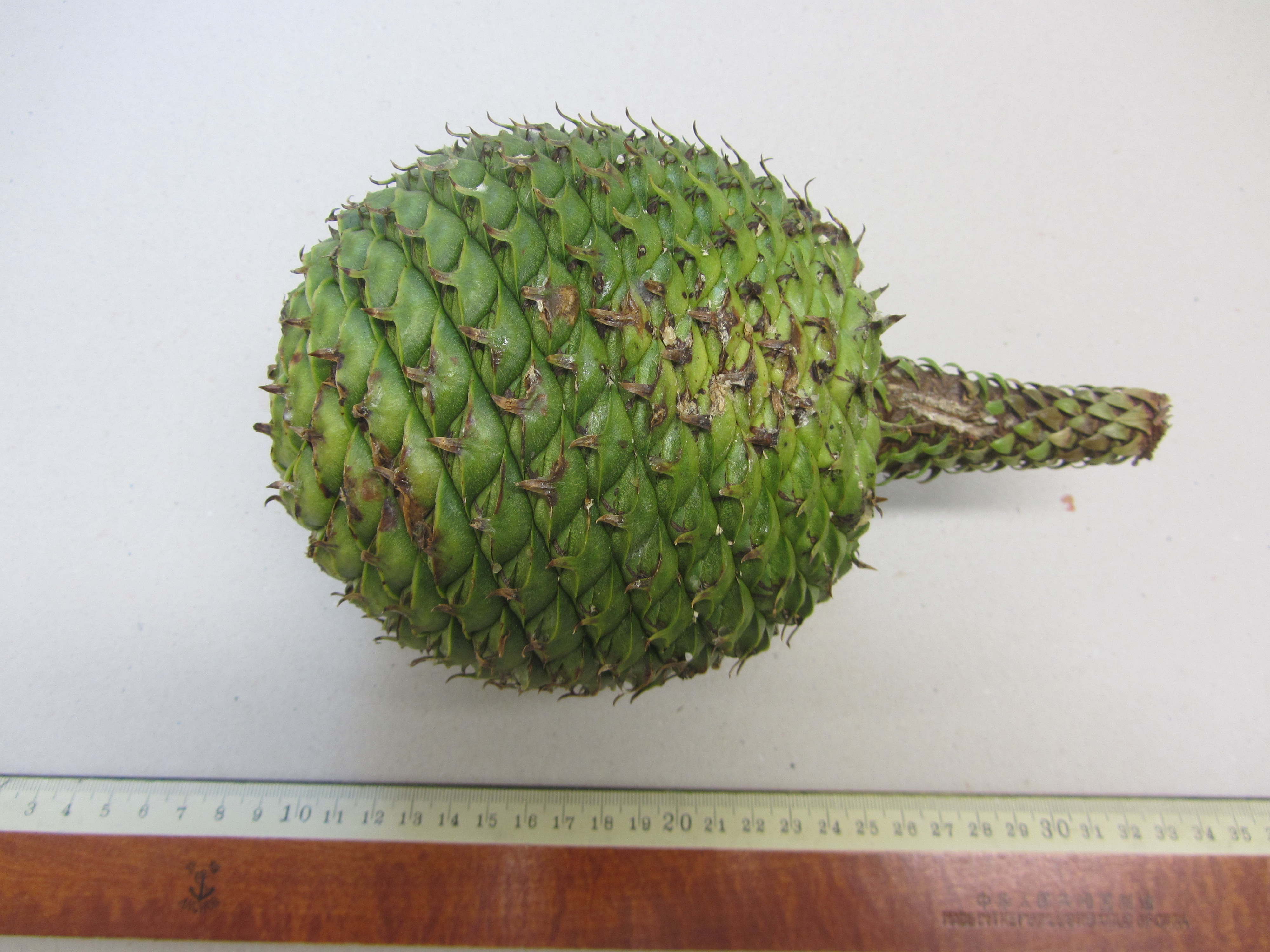
Szyszka
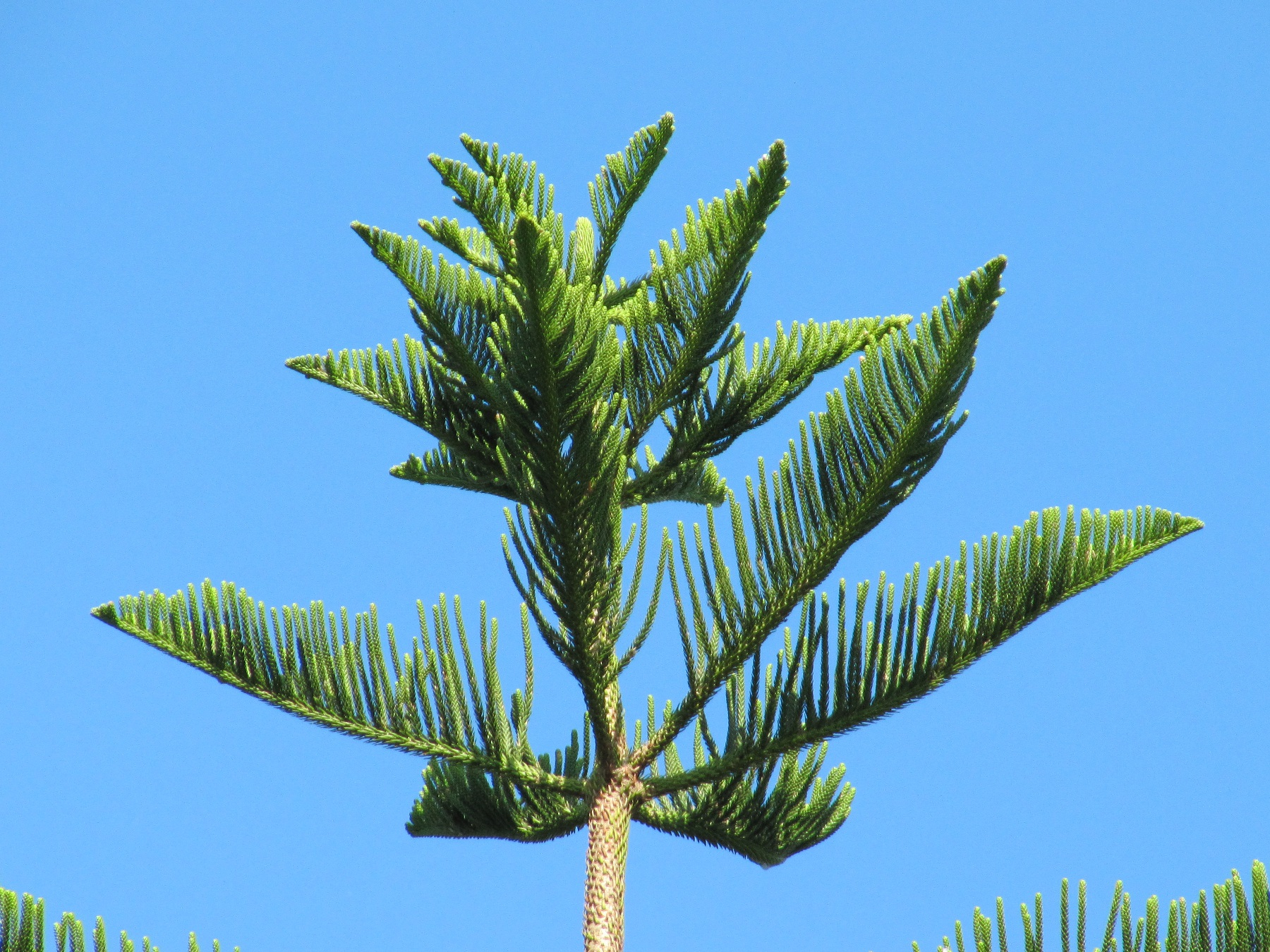
Czubek drzewa
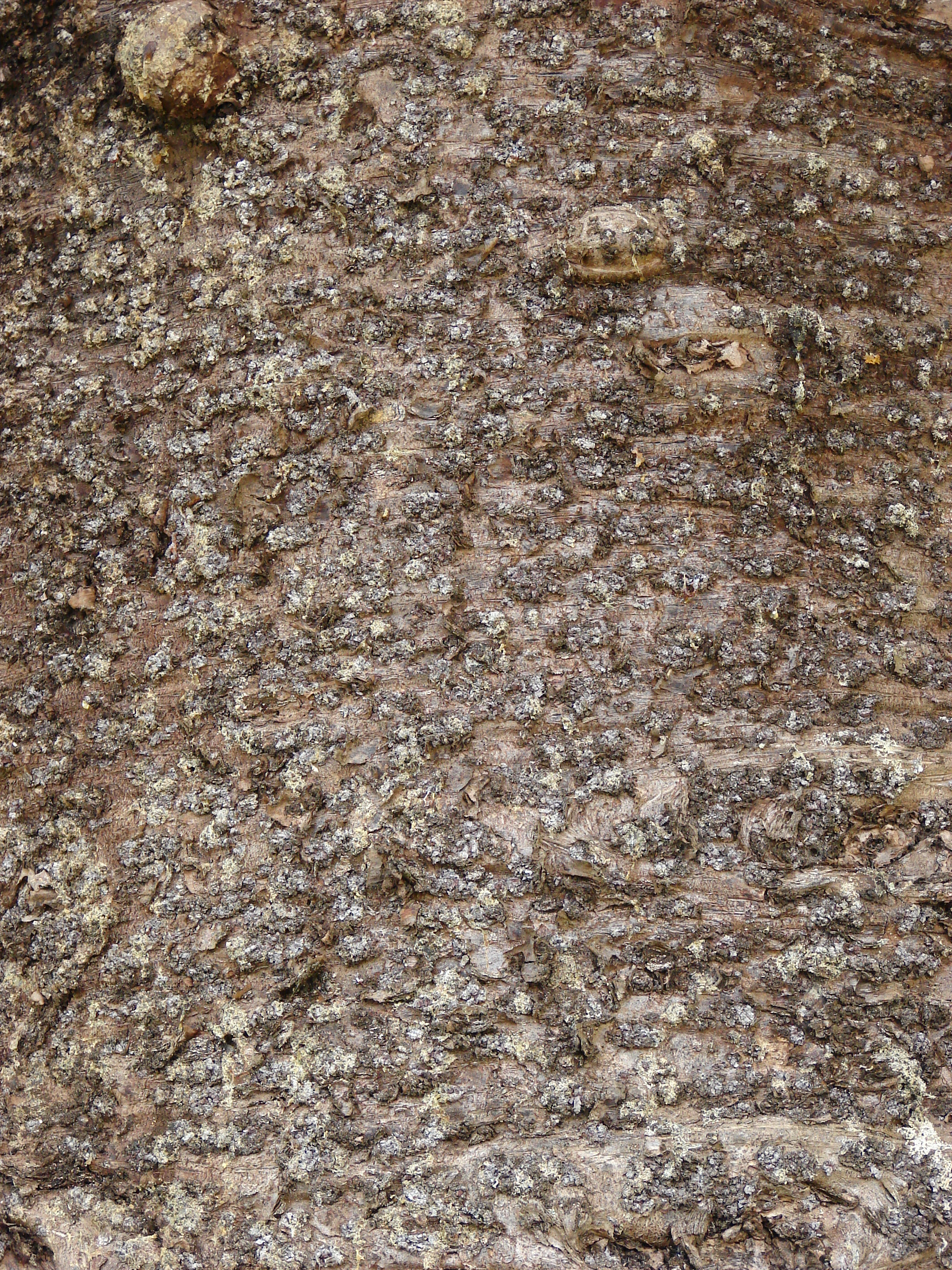
Kora
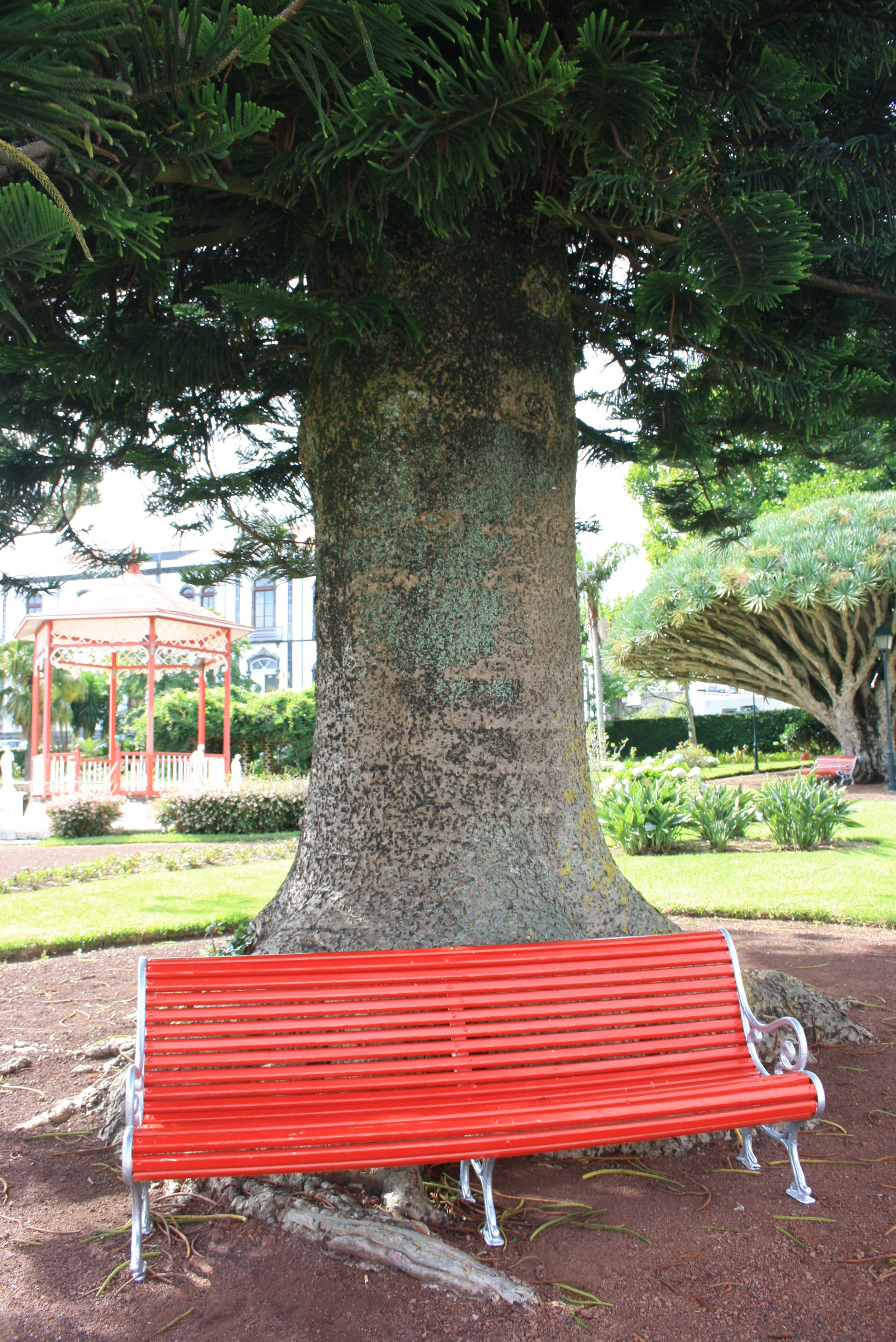
Pień